# Waco (Texas)
Pour les articles homonymes, voir Waco.
La ville de Waco (en anglais ˈweɪkoʊ) est le siège du comté de McLennan, dans l’État du Texas, aux États-Unis. Elle est sur le Brazos et Interstate 35, entre Dallas et Austin.  En 2010, sa population comptait 124 805 habitants pour une superficie de 247,4 km2. La population de l'agglomération, dont Waco est la principale ville, était estimée à 273 920 habitants en 2019. Waco est surnommée « le cœur du Texas ».

## Histoire

### 1824 - 1900
Jusqu'à sa fondation officielle en 1849, le territoire de l'actuelle cité est peuplé par les Waco (espagnol : Hueco ou Huaco), membres de la tribu amérindienne des Wichita. En 1824, Thomas M. Duke explore ce territoire sur ordre de Stephen Fuller Austin (le père de l'État du Texas). Il y décrit un village paisible composé d'une soixantaine de huttes entourant la grande maison du conseil où se réunissent les dignitaires. Dans les environs, Duke trouve environ 400 acres de terres plantées de maïs, de haricots, de courges et de melons.
Neil McLennan, originaire d'Écosse, est le premier colon à s'installer sur les berges de la branche sud de la Bosque River en 1845. À la demande de Jacob DeCordova, un riche agent immobilier, George B. Erath, un géomètre, originaire d'Australie, dessine en 1849 les premiers plans de la cité à venir,. DeCordova songe tout d'abord à baptiser le village « Lamartine », mais opte finalement pour « Waco ». Les premières parcelles du village se vendent à cinq dollars et les propriétés destinées à l'agriculture et à l'élevage pour deux ou trois dollars l'acre.

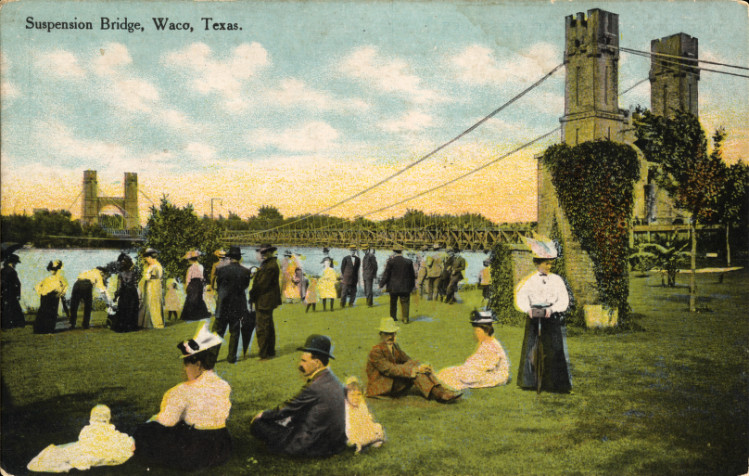
Le pont suspendu de Waco (carte postale de 1911)

En 1866, les édiles de Waco décident la construction d'un pont sur le fleuve Brazos et fondent la « Waco Bridge Company » chargée de la réalisation d'un pont suspendu, de 145 mètres de long, achevé en 1870. La compagnie choisit la société de John Augustus Roebling, pour la fourniture des câbles et poutrelles du pont, et en confie le mandat de construction à l'ingénieur civil Thomas M. Griffith,. L'ouverture du pont marque le début du développement économique de Waco. Il constitue alors un point de passage obligé des cowboys et des commerçants sur la Piste Chisholm entre le Texas et les gares ferroviaires du Kansas.
En 1885, un pharmacien de Waco, Charles Alderton invente un soda maintenant célèbre aux États-Unis. Il propose sa nouvelle boisson à Wade Morrison, le patron du Morrison's Old Corner Drugstore, qui le trouve à son goût. Il le propose à ses clients qui prennent l'habitude de commander un « Waco ». Alderton donne ensuite sa formule à Morrison, qui nomme alors ce breuvage Dr Pepper, en hommage à l'un de ses anciens employeurs, le Docteur Charles Taylor Pepper.
C'est en 1873, que les frères Addison et Randolph Clark fondent le AddRan College à Fort Worth. L'institution est déplacée à Waco en 1895, et y devient l'Add-Ran Christian University. Elle reprend alors les locaux abandonnés de l'ancien Waco Female College. Add-Ran change à nouveau de nom en 1902 et devient la Texas Christian University. Elle quitte Waco en 1910 après l'incendie de son bâtiment principal.
C'est le 8 novembre 1894, à Waco, qu'est inauguré le Texas Cotton Palace, où se tient une foire exposition qui célèbre la contribution prépondérante du coton pour l'agriculture de la région. Depuis la fin de la guerre de Sécession, le coton est cultivé dans les vallées du Brazos et de la Bosque et la région de Waco est devenue l'un des plus grands producteurs du pays. Le grand bâtiment qui abrite la foire est détruit par le feu puis reconstruit en 1910. En 1931, l'exposition n'a pas lieu, victime de la Grande Dépression, et le bâtiment est démoli. Cependant chaque année, au mois d'avril, la Historic Fondation of Waco organise conjointement le « Brazos River Festival » et le « Cotton Palace Pageant », des festivités qui retracent le passé de la ville.

### 1901 à nos jours

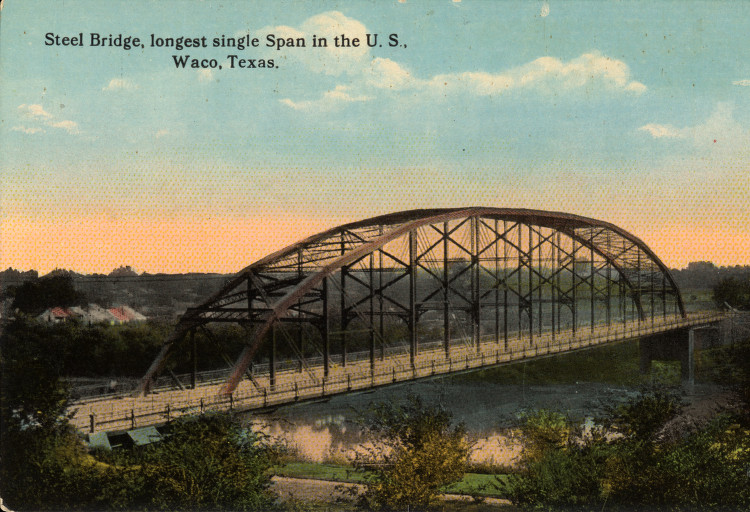
Le pont en acier de Waco (carte postale de 1908)

En 1901, Waco entreprend la construction d'un nouveau pont sur le Brazos, à proximité de l'ouvrage suspendu de 1870. Il s'agit cette fois d'un pont en acier à une seule travée, le plus long des États-Unis à cette époque. Sa réalisation est confiée à John H. Sparks un ingénieur de Saint Joseph (Missouri).
Le 15 mai 1916, un ouvrier agricole afro-américain de 17 ans, Jesse Washington est lynché par la foule après avoir été condamné pour le meurtre d'une femme blanche. Plus de 15 000 spectateurs, principalement des habitants de Waco, sont présents. Cet acte odieux est condamné internationalement et devient une cause célèbre de la National Association for the Advancement of Colored People (NAACP). En 2006, le City Council de Waco adopte officiellement une motion condamnant cet acte qui se déroula sans la moindre opposition des autorités politiques ou judiciaires.
Dans les années 1920, malgré la popularité du Ku Klux Klan et un nombre important de lynchages au Texas, les autorités de Waco tentent de répondre aux demandes de la NAACP et offrent une protection accrue aux Afro-Américains et autres personnes menacées par les violences de la foule. En 1923, le sheriff de Waco Leslie Stegall organise la protection de Roy Mitchell, un Afro-Américain condamné à la pendaison pour le meurtre de cinq personnes et quatre viols. Mitchell est pendu légalement le 30 juillet 1923. Il est le dernier homme à être exécuté publiquement au Texas et aussi le dernier à y subir la pendaison avant l'introduction de la chaise électrique. La même année, la Législature du Texas crée la Tenth Civil Court of Appeals et l'installe à Waco.
En août 1941, le département de la Guerre des États-Unis demande aux autorités du comté et de la ville de Waco de lui offrir un terrain destiné à accueillir une base aérienne. Le 5 mai 1942, le Waco Army Air Field est inauguré. Il devient une base d'entraînement pour les aspirants pilotes. Il est rebaptisé, le 10 juin 1949, Connally Air Force Base en mémoire du colonel James T. Connally, un pilote de la région tué au Japon en 1945. Son nom change à nouveau en 1951 : il devient la James Connally Air Force Base. L'activité militaire cesse en mai 1966 et les bâtiments sont maintenant occupés par le Texas State Technical College. Le terrain d'aviation est quant à lui toujours en activité.
Le 11 mai 1953 une tornade exceptionnelle frappe le centre-ville de Waco, tuant 114 habitants et faisant plus de 1 000 blessés. Elle reste l'une des plus fortes enregistrées aux États-Unis et la plus meurtrière du Texas. C'est après cet évènement meurtrier que le Texas décide la création du Texas Tornado Radar Warning Network, un système d'avertissement public des tornades utilisant un système de radars météorologiques. Un monument en granite noir, à la mémoire des victimes de cette tornade, est érigé dans le centre de Waco, sur Austin Avenue, en 2004.
En 1964, le Texas Department of Public Safety (département de la sécurité publique du Texas) choisit Waco pour y construire un musée consacré aux fameux Texas Rangers. En 1976, il devient aussi le Hall of Fame (français: temple de la renommée) des Rangers et prend le nom de Texas Ranger Hall of Fame and Museum.
Le nom de Waco demeure associé à la secte des Davidiens guidée par David Koresh, dont près de 80 membres périrent dans l’incendie de leur ferme lors d’un assaut lancé par l’armée américaine et le FBI le 19 avril 1993, après 51 jours de siège.
En mai 2015, une fusillade entre bandes rivales de bikers fait 9 morts et 18 blessés.

## Transports
Waco possède deux aéroports : l'aéroport régional de Waco, le principal de la ville, et l'aéroport de Waco-TSTC (en).

## Culture
Depuis 2000, la ville est connue pour sa proximité avec le ranch de Crawford, où le président américain George W. Bush a construit sa « Maison blanche de l’Ouest ».
C’est à Waco que l’on trouve le musée des Texas Rangers ainsi que le musée de la boisson gazeuse Dr Pepper, originaire de cette ville.